# Acacia difformis
Acacia difformis é uma espécie de leguminosa do gênero Acacia, pertencente à família Fabaceae.